# Pavare triunghiulară de ordin infinit
În geometrie pavarea triunghiulară de ordin infinit este o pavare regulată a planului hiperbolic. Este reprezentată de simbolul Schläfli {3,∞}. Toate vârfurile sunt ideale, situate la „infinit” și văzute la limita proiecției pe discul hiperbolic Poincaré.

## Simetrie
O formă cu simetrie inferioară are culori alternate și este reprezentată prin simbolul ciclic {(3,∞,3)}, . Pavarea reprezintă, de asemenea, domeniile fundamentale ale simetriei *∞∞∞, care poate fi văzută cu 3 culori de linii reprezentând 3 plane de oglindire ale construcției.
| Pavare colorată alternat | Simetrie *∞∞∞ | Circumscriere apoloniană cu simetrie *∞∞∞ |

## Poliedre și pavări înrudite

Pavarea duală

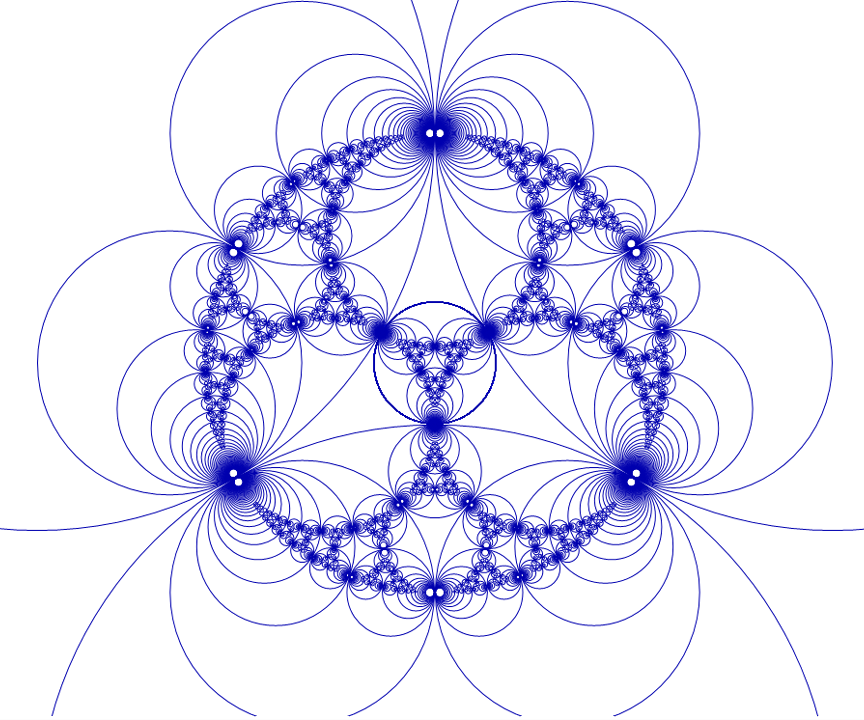
{3,3,∞} are figura vârfului {3,∞}

Această pavare este înrudită topologic cu șirul poliedrelor regulate cu simbolul Schläfli {3,p}.
| Variante de pavări regulate cu simetrie: *n32 | Variante de pavări regulate cu simetrie: *n32 | Variante de pavări regulate cu simetrie: *n32 | Variante de pavări regulate cu simetrie: *n32 | Variante de pavări regulate cu simetrie: *n32 | Variante de pavări regulate cu simetrie: *n32 | Variante de pavări regulate cu simetrie: *n32 | Variante de pavări regulate cu simetrie: *n32 | Variante de pavări regulate cu simetrie: *n32 | Variante de pavări regulate cu simetrie: *n32 | Variante de pavări regulate cu simetrie: *n32 | Variante de pavări regulate cu simetrie: *n32 |
| Sferice                                       | Sferice                                       | Sferice                                       | Sferice                                       | Euclid.                                       | Hiperb. compacte                              | Hiperb. compacte                              | Paraco.                                       | Hiperbolice necompacte                        | Hiperbolice necompacte                        | Hiperbolice necompacte                        | Hiperbolice necompacte                        |
| --------------------------------------------- | --------------------------------------------- | --------------------------------------------- | --------------------------------------------- | --------------------------------------------- | --------------------------------------------- | --------------------------------------------- | --------------------------------------------- | --------------------------------------------- | --------------------------------------------- | --------------------------------------------- | --------------------------------------------- |
|                                               |                                               |                                               |                                               |                                               |                                               |                                               |                                               |                                               |                                               |                                               |                                               |
| 3.3                                           | 3                                             | 34                                            | 35                                            | 36                                            | 37                                            | 38                                            | 3∞                                            | 312i                                          | 39i                                           | 36i                                           | 33i                                           |

| Pavări uniforme paracompacte din familia [∞,3] | Pavări uniforme paracompacte din familia [∞,3] | Pavări uniforme paracompacte din familia [∞,3] | Pavări uniforme paracompacte din familia [∞,3] | Pavări uniforme paracompacte din familia [∞,3] | Pavări uniforme paracompacte din familia [∞,3] | Pavări uniforme paracompacte din familia [∞,3] | Pavări uniforme paracompacte din familia [∞,3] | Pavări uniforme paracompacte din familia [∞,3] | Pavări uniforme paracompacte din familia [∞,3] | Pavări uniforme paracompacte din familia [∞,3] |
| Simetrie: [∞,3], (*∞32)                        | Simetrie: [∞,3], (*∞32)                        | Simetrie: [∞,3], (*∞32)                        | Simetrie: [∞,3], (*∞32)                        | Simetrie: [∞,3], (*∞32)                        | Simetrie: [∞,3], (*∞32)                        | Simetrie: [∞,3], (*∞32)                        | [∞,3]+ (∞32)                                   | [1+,∞,3] (*∞33)                                | [1+,∞,3] (*∞33)                                | [∞,3+] (3*∞)                                   |
| ---------------------------------------------- | ---------------------------------------------- | ---------------------------------------------- | ---------------------------------------------- | ---------------------------------------------- | ---------------------------------------------- | ---------------------------------------------- | ---------------------------------------------- | ---------------------------------------------- | ---------------------------------------------- | ---------------------------------------------- |
|                                                |                                                |                                                |                                                |                                                |                                                |                                                |                                                |                                                |                                                |                                                |
|                                                |                                                | · =                                            | · =                                            | · =                                            |                                                |                                                |                                                | = · or                                         | = · or                                         | · =                                            |
|                                                |                                                |                                                |                                                |                                                |                                                |                                                |                                                |                                                |                                                |                                                |
| {∞,3}                                          | t{∞,3}                                         | r{∞,3}                                         | t{3,∞}                                         | {3,∞}                                          | rr{∞,3}                                        | tr{∞,3}                                        | sr{∞,3}                                        | h{∞,3}                                         | h2{∞,3}                                        | s{3,∞}                                         |
| Duale uniforme                                 |                                                |                                                |                                                |                                                |                                                |                                                |                                                |                                                |                                                |                                                |
|                                                |                                                |                                                |                                                |                                                |                                                |                                                |                                                |                                                |                                                |                                                |
|                                                |                                                |                                                |                                                |                                                |                                                |                                                |                                                |                                                |                                                |                                                |
| V∞3                                            | V3.∞.∞                                         | V(3.∞)2                                        | V6.6.∞                                         | V3∞                                            | V4.3.4.∞                                       | V4.6.∞                                         | V3.3.3.3.∞                                     | V(3.∞)3                                        |                                                | V3.3.3.3.3.∞                                   |

|              |             |           |             |           |             |               |              |
|              |             |           |             |           |             |               |              |
|              |             |           |             |           |             |               |              |
| (∞,∞,3)      | t0,1(∞,3,3) | t1(∞,3,3) | t1,2(∞,3,3) | t2(∞,3,3) | t0,2(∞,3,3) | t0,1,2(∞,3,3) | s(∞,3,3)     |
| Pavări duale |             |           |             |           |             |               |              |
|              |             |           |             |           |             |               |              |
|              |             |           |             |           |             |               |              |
|              |             |           |             |           |             |               |              |
| V(3.∞)3      | V3.∞.3.∞    | V(3.∞)3   | V3.6.∞.6    | V(3.3)∞   | V3.6.∞.6    | V6.6.∞        | V3.3.3.3.3.∞ |

## Alte pavări triunghiulare de ordin infinit

O pavare triunghiulară neregulată de ordin infinit poate fi generată printr-un proces recursiv dintr-un triunghi central, așa cum se arată în figura alăturată.